# Natación con aletas en los Juegos Mundiales de 2022
La Natación con aletas en los Juegos Mundiales de 2022 es uno de los deportes que forman parte de los Juegos Mundiales de 2022 celebrados en Birmingham, Alabama durante el mes de julio de 2022, y se llevó a cabo en el Birmingham CrossPlex.

## Resultados

### Masculino
| Evento                    | Oro | Oro        | Plata | Plata   | Bronce | Bronce  |
| ------------------------- | --- | ---------- | --- | ------- | --- | ------- |
| 50 m apnea                | Zhang Siqian                                                                                                 | 14.02      | Tong Zhenbo                                                                                               | 14.20   | Kim Chan-yeong                                                                                               | 14.23   |
| 100 m superficie          | Max Poschart                                                                                                 | 34.50      | Filip Strikinac                                                                                           | 34.90   | Anastasios Mylonakis                                                                                         | 36.39   |
| 200 m superficie          | Max Poschart                                                                                                 | 1:19.87 GR | Alex Mozsár                                                                                               | 1:20.03 | Ádám Bukor                                                                                                   | 1:20.12 |
| 400 m superficie          | Alex Mozsár                                                                                                  | 2:56.87 GR | Yoon Young-joong                                                                                          | 2:57.76 | Ádám Bukor                                                                                                   | 2:57.83 |
| 50 m bi-fins              | Szymon Kropidłowski                                                                                          | 18.71      | Stylianos Chatziiliadis                                                                                   | 18.74   | Christos Bonias                                                                                              | 18.99   |
| 100 m bi-fins             | Péter Holoda                                                                                                 | 42.35      | Szymon Kropidłowski                                                                                       | 42.41   | Christos Bonias                                                                                              | 42.59   |
| 4x50 m relevo superficie  | Colombia · Juan Rodríguez (15.87) · Juan Duque (15.11) · Mauricio Fernández (14.54) · Juan Ocampo (15.61)    | 1:01.13 GR | China Zhang Siqian (15.77) Shan Yongan (15.21) Wang Zhihao (15.37) Tong Zhenbo (14.98)                    | 1:01.33 | Alemania · Justus Mörstedt (16.11) · Malte Striegler (15.79) · Robert Golenia (15.17) · Max Poschart (14.47) | 1:01.54 |
| 4x100 m relevo superficie | Alemania · Robert Golenia (35.50) · Malte Striegler (35.84) · Justus Mörstedt (33.70) · Max Poschart (33.09) | 2:18.13    | Colombia · Juan Rodríguez (35.24) · Juan Duque (35.09) · Mauricio Fernández (34.18) · Juan Ocampo (34.50) | 2:19.01 | China Wang Zhihao (36.80) Tong Zhenbo (34.08) Zhang Siqian (35.39) Shan Yongan (33.91)                       | 2:20.18 |

### Femenino
| Evento                    | Oro                                                                                 | Oro        | Plata | Plata   | Bronce | Bronce  |
| ------------------------- | ----------------------------------------------------------------------------------- | ---------- | --- | ------- | --- | ------- |
| 50 m apnea                | Hu Yaoyao                                                                           | 15.75      | Shu Chengjing                                                                                                | 15.90   | Paula Aguirre                                                                                                | 16.27   |
| 100 m superficie          | Shu Chengjing                                                                       | 39.32      | Xu Yichuan                                                                                                   | 40.05   | Grace Fernández                                                                                              | 40.52   |
| 200 m superficie          | Sofiia Hrechko                                                                      | 1:29.57    | Dora Bassi                                                                                                   | 1:30.46 | Csilla Károlyi                                                                                               | 1:30.54 |
| 400 m superficie          | Johanna Schikora                                                                    | 3:14.22 GR | Sofiia Hrechko                                                                                               | 3:16.22 | Anastasiia Antoniak                                                                                          | 3:18.84 |
| 50 m bi-fins              | Petra Senánszky                                                                     | 20.54      | Choi Min-ji                                                                                                  | 21.59   | Krisztina Varga                                                                                              | 21.64   |
| 100 m bi-fins             | Petra Senánszky                                                                     | 45.38      | Krisztina Varga                                                                                              | 47.80   | Zuzana Hrašková                                                                                              | 48.05   |
| 4x50 m relevo superficie  | China Shu Chengjing (17.47) Hu Yaoyao (16.73) Chen Sijia (18.00) Xu Yichuan (16.75) | 1:08.95 GR | Colombia · Paula Aguirre (18.02) · Diana Moreno (17.36) · Viviana Retamozo (17.45) · Grace Fernández (17.28) | 1:10.11 | Corea del Sur Moon Ye-jin (18.07) Kim Min-jeong (17.10) Jang Ye-sol (18.27) Seo Ui-jin (17.14)               | 1:10.58 |
| 4x100 m relevo superficie | China Shu Chengjing (39.64) Hu Yaoyao (39.26) Chen Sijia (40.83) Xu Yichuan (38.57) | 2:38.30    | Hungría · Sára Suba (40.75) · Petra Senánszky (40.33) · Csilla Károlyi (39.25) · Krisztina Varga (39.04)     | 2:39.37 | Colombia · Grace Fernández (40.32) · Viviana Retamozo (39.69) · Diana Moreno (40.41) · Paula Aguirre (39.51) | 2:39.93 |

## Medallero
| Rank                | País                | Oro | Plata | Bronce | Total |
| ------------------- | ------------------- | --- | ----- | ------ | ----- |
| 1                   | China               | 5   | 4     | 1      | 10    |
| 2                   | Hungría             | 4   | 3     | 4      | 11    |
| 3                   | Alemania            | 4   | 0     | 1      | 5     |
| 4                   | Colombia            | 1   | 2     | 3      | 6     |
| 5                   | Ucrania             | 1   | 1     | 1      | 3     |
| 6                   | Polonia             | 1   | 1     | 0      | 2     |
| 7                   | Corea del Sur       | 0   | 2     | 2      | 4     |
| 8                   | Croacia             | 0   | 2     | 0      | 2     |
| 9                   | Grecia              | 0   | 1     | 3      | 4     |
| 10                  | Eslovaquia          | 0   | 0     | 1      | 1     |
| Totales (10 países) | Totales (10 países) | 16  | 16    | 16     | 48    |